# Нуріт Пелед-Елханан
Нуріт Пелед-Елханан(1949, Єрусалим) — ізраїльський філолог, професорка, активістка, яка виступає за мир з палестинцями, одна із засновниць ізраїльсько-палестинської організації «Сім'ї, що втратили близьких, за мир». Після загибелі її 13-річної дочки, Пелед-Елханан стала відомим критиком ізраїльської окупації Західного берега річки Йордан і сектора Газа. Елханан підтримує рух «Бойкот, дивестиція та санкції» (BDS) і робила дуже суперечливі заяви, включно з суперечками між сіонізмом та ІДІЛ, а також критикувала ізраїльського лауреата та борця за мир А. Б. Єгошуа за те, що він є перешкодою для миру. Вона також критикувала Джорджа Буша, Тоні Блера та Арієля Шарона за сприяння антимусульманським поглядам.

## Життєпис
Батько Нуріт Пелед-Елханан, Матітіягу Пелед — генерал Армії Оборони Ізраїлю, філолог-арабіст, лівий політик, депутат Кнесету 11-го скликання, один із засновників організації Гуш Шалом, з якою його донька активно співпрацює.
Дочка Нуріт Пелед-Елханан, Смадар, загинула в результаті вибуху палестинського терориста-смертника на вулиці Бен-Єгуда в Єрусалимі 4 вересня 1997 року. Про причини загибелі своєї дочки Елханан сказала наступне:

…моя донька Смадарі, була вбита за те, що вона була ізраїльською дівчинкою, молодою людиною, зневіреною і з перекрученими уявленнями, до позиції самогубства і вбивства інших людей через приниження і безнадії, тільки тому, що він був палестинцем…..
Немає відчутною моральною різниці між солдатом на КПП, який не дає жінці, що народжуює пройти, в результаті чого вона втрачає дитину, і людиною який вбив мою доньку. І наскільки моя дочка була жертвою [окупації], настільки ж жертвою був і він .

На похорон доньки вона та її брат Йоав запросили представника Організації визволення Палестини, який звинуватив у смерті дівчинки ізраїльський уряд.
Нуріт Пелед-Елханан працює на факультеті освіти Єрусалимського університету. Елханан стала лауреаткою 2001 року премії імені Сахарова за свободу слова, заснованою Європарламентом. Разом з нею премію отримав професор Гассаві з палестинського університету Бір-Зайт, який також втратив свого 15-річного сина, який, за інформацією Нуріт Пелед-Елханан, був застрелений на шкільному подвір'ї, коли намагався допомогти пораненому товаришу.

## Погляди

### Про тероризм
На думку Елханан сьогодні слово тероризм використовується для того, щоб визначати вбивства, вчинені бідними і слабкими, в той час як слово «антитерор» зарезервовано для того, щоб визначати вбивства з боку багатих і сильних. На її думку, саме демократичні країни здійснили найбільші злочини проти людяності і при цьому, щоб виправдати свої дії, вони використовують слова як «свобода», «справедливість» і «зіткнення цивілізацій».

### Про літературу, що використовується в ізраїльській системі шкільної освіти
Еліханан провела велику роботу з вивчення шкільних підручників, які використовуються в Ізраїлі і прийшла до висновку, що на багатьох картах у підручниках не зображена зелена межа між окупованими територіями і власне Ізраїлем і вони показують важливі місця на Західному березі як частина Ізраїлю. Еліханан вважає, що «це лише складний спосіб досягти того, що дитина буде дотримуватися певних основних політичних уявлень».

### Про загибель Абір Арамін у січні 2007 року
У січні 2007 року була вбита десятирічна Абір Арамін, донька палестинського активіста групи «Борці за Мир» Бассама Араміна, під час заворушень біля селища Анта. Елеханан сказала з цього приводу, що «пекло» в якому опинилася мати вбитої дівчинки, Салва, ще жахливіша, ніж трагедія самої Елеханан, оскільки вбивця її власної доньки Смадар, «мав порядність вбити і себе самого», в той час як ізраїльський солдат, який убив Абір Армін, можливо насолоджується життям, проводячи час з товаришами і відвідуючи нічні дискотеки. Елеханан пише, що покараний цей солдат не був і що ізраїльські солдати взагалі ніколи не караються за вбивства арабів .